# Giro del Delfinato 1976
Il Giro del Delfinato 1976, ventottesima edizione della corsa, si svolse dal 24 al 31 maggio su un percorso di 1418 km ripartiti in 7 tappe (la prima e la sesta suddivise in due semitappe) più un cronoprologo, con partenza a Grenoble e arrivo a Montélimar. Fu vinto dal francese Bernard Thévenet della Peugeot-Esso-Michelin davanti allo spagnolo Vicente López Carril e al francese Raymond Delisle.

## Tappe
| Tappa  | Data      | Percorso                                    | km   | Vincitore di tappa    | Leader cl. generale |
| ------ | --------- | ------------------------------------------- | ---- | --------------------- | ------------------- |
| Prol.  | 24 maggio | Grenoble > Grenoble (cron. a squadre)       | 6    | Peugeot-Esso-Michelin | Bernard Thévenet    |
| 1ª-1ª  | 25 maggio | Grenoble > Oullins                          | 131  | Willy Planckaert      | Willy Planckaert    |
| 1ª-2ª  | 25 maggio | Villefranche-sur-Saône > Digoin             | 117  | Walter Planckaert     | Willy Planckaert    |
| 2ª     | 26 maggio | Digoin > Bourg-en-Bresse                    | 200  | Walter Planckaert     | Walter Planckaert   |
| 3ª     | 27 maggio | Bourg-en-Bresse > Annemasse                 | 182  | Joop Zoetemelk        | Raymond Delisle     |
| 4ª     | 28 maggio | Annemasse > Chambéry                        | 205  | Bernard Thévenet      | Bernard Thévenet    |
| 5ª     | 29 maggio | Chambéry > Romans-sur-Isère                 | 204  | Bernard Thévenet      | Bernard Thévenet    |
| 6ª-1ª  | 30 maggio | Romans-sur-Isère > Carpentras               | 145  | Rachel Dard           | Bernard Thévenet    |
| 6ª-2ª  | 30 maggio | Carpentras > Carpentras (cron. individuale) | 27   | Roy Schuiten          | Bernard Thévenet    |
| 7ª     | 31 maggio | Carpentras > Montélimar                     | 201  |                       | Bernard Thévenet    |
| Totale | Totale    | Totale                                      | 1418 |                       |                     |

## Dettagli delle tappe

### Prologo
- 24 maggio: Grenoble > Grenoble (cron. individuale) – 6 km

| Pos. | Squadra               | Tempo |
| ---- | --------------------- | ----- |
| 1    | Peugeot-Esso-Michelin |       |

| Pos. | Corridore        | Squadra | Tempo |
| ---- | ---------------- | ------- | ----- |
| 1    | Bernard Thévenet | Peugeot |       |

### 1ª tappa - 1ª semitappa
- 25 maggio: Grenoble > Oullins – 131 km

| Pos. | Corridore        | Squadra    | Tempo |
| ---- | ---------------- | ---------- | ----- |
| 1    | Willy Planckaert | Maes Pils  |       |
| 2    | P. R. Villemiane | Gitane     |       |
| 3    | Roland Schär     | Lejeune-BP |       |

| Pos. | Corridore        | Squadra   | Tempo |
| ---- | ---------------- | --------- | ----- |
| 1    | Willy Planckaert | Maes Pils |       |

### 1ª tappa - 2ª semitappa
- 25 maggio: Villefranche-sur-Saône > Digoin – 117 km

| Pos. | Corridore         | Squadra   | Tempo |
| ---- | ----------------- | --------- | ----- |
| 1    | Walter Planckaert | Maes Pils |       |
| 2    | Jacques Esclassan | Peugeot   |       |
| 3    | Luc Leman         | Miko      |       |

| Pos. | Corridore        | Squadra   | Tempo |
| ---- | ---------------- | --------- | ----- |
| 1    | Willy Planckaert | Maes Pils |       |

### 2ª tappa
- 26 maggio: Digoin > Bourg-en-Bresse – 200 km

| Pos. | Corridore         | Squadra   | Tempo |
| ---- | ----------------- | --------- | ----- |
| 1    | Walter Planckaert | Maes Pils |       |
| 2    | Gerard Vianen     | Gan       |       |
| 3    | Jacques Esclassan | Peugeot   |       |

| Pos. | Corridore         | Squadra   | Tempo |
| ---- | ----------------- | --------- | ----- |
| 1    | Walter Planckaert | Maes Pils |       |

### 3ª tappa
- 27 maggio: Bourg-en-Bresse > Annemasse – 182 km

| Pos. | Corridore         | Squadra | Tempo    |
| ---- | ----------------- | ------- | -------- |
| 1    | Joop Zoetemelk    | Gan     | 5h14'35" |
| 2    | J.P. Danguillaume | Peugeot | s.t.     |
| 3    | Yves Hézard       | Gan     | s.t.     |

| Pos. | Corridore       | Squadra | Tempo |
| ---- | --------------- | ------- | ----- |
| 1    | Raymond Delisle | Peugeot |       |

### 4ª tappa
- 28 maggio: Annemasse > Chambéry – 205 km

| Pos. | Corridore            | Squadra | Tempo |
| ---- | -------------------- | ------- | ----- |
| 1    | Bernard Thévenet     | Peugeot |       |
| 2    | Lucien Van Impe      | Gitane  |       |
| 3    | Vicente López Carril | KAS     |       |

| Pos. | Corridore        | Squadra | Tempo |
| ---- | ---------------- | ------- | ----- |
| 1    | Bernard Thévenet | Peugeot |       |

### 5ª tappa
- 29 maggio: Chambéry > Romans-sur-Isère – 204 km

| Pos. | Corridore                | Squadra   | Tempo |
| ---- | ------------------------ | --------- | ----- |
| 1    | Bernard Thévenet         | Peugeot   |       |
| 2    | Josef Fuchs              | Super Ser |       |
| 3    | Enrique Martínez Heredia | KAS       |       |

| Pos. | Corridore        | Squadra | Tempo |
| ---- | ---------------- | ------- | ----- |
| 1    | Bernard Thévenet | Peugeot |       |

### 6ª tappa - 1ª semitappa
- 30 maggio: Romans-sur-Isère > Carpentras – 145 km

| Pos. | Corridore                  | Squadra   | Tempo    |
| ---- | -------------------------- | --------- | -------- |
| 1    | Rachel Dard                | Peugeot   | 3h39'09" |
| 2    | Domingo Perurena           | KAS       | s.t.     |
| 3    | José Luis Uribezubia Velar | Super Ser | s.t.     |

| Pos. | Corridore        | Squadra | Tempo |
| ---- | ---------------- | ------- | ----- |
| 1    | Bernard Thévenet | Peugeot |       |

### 6ª tappa - 2ª semitappa
- 30 maggio: Carpentras > Carpentras (cron. individuale) – 27 km

| Pos. | Corridore        | Squadra    | Tempo  |
| ---- | ---------------- | ---------- | ------ |
| 1    | Roy Schuiten     | Lejeune-BP | 35'27" |
| 2    | Bernard Thévenet | Peugeot    | a 15"  |
| 3    | Yves Hézard      | Gan        | a 23"  |

| Pos. | Corridore            | Squadra | Tempo     |
| ---- | -------------------- | ------- | --------- |
| 1    | Bernard Thévenet     | Peugeot | 39h36'28" |
| 2    | Vicente López Carril | KAS     | a 1'05"   |
| 3    | Raymond Delisle      | Peugeot | a 2'03"   |

### 7ª tappa
- 31 maggio: Carpentras > Montélimar – 201 km

## Classifiche finali

### Classifica generale
| Pos. | Corridore                | Squadra                | Tempo     |
| ---- | ------------------------ | ---------------------- | --------- |
| 1    | Bernard Thévenet         | Peugeot-Esso-Michelin  | 39h36'28" |
| 2    | Vicente López Carril     | KAS                    | a 1'05"   |
| 3    | Raymond Delisle          | Peugeot-Esso-Michelin  | a 2'03"   |
| 4    | Josef Fuchs              | Super Ser              | a 3'09"   |
| 5    | Lucien Van Impe          | Gitane-Campagnolo      | a 3'19"   |
| 6    | Jean-Pierre Danguillaume | Peugeot-BP-Michelin    | a 5'09"   |
| 7    | Bernard Vallet           | Gan-Mercier-Hutchinson | a 5'59"   |
| 8    | Joop Zoetemelk           | Gan-Mercier-Hutchinson | a 6'45"   |
| 9    | Ferdinand Julien         | Lejeune-BP             | a 7'55    |
| 10   | José Pesarrodona         | KAS                    | a 8'04"   |